# Calle Echeverría
La calle Echeverría es una arteria vial de la Ciudad Autónoma de Buenos Aires, Argentina. Debe su nombre al escritor argentino Esteban Echeverría, quien fuera autor de El Matadero y La Cautiva.

## Recorrido
Comienza en el barrio de Belgrano como una calle de doble mano en la intersección de la Avenida Presidente Figueroa Alcorta y la Avenida Intendente Guiraldes. A partir de la calle Húsares y por el resto de su recorrido comienza a ser de una sola mano. En el tramo comprendido entre esta misma calle y la Avenida Álvarez Thomas circula en sentido noroeste-nordeste mano al Río de la Plata y desde esta misma avenida hasta su fin en la Avenida de los Constituyentes lo hace en sentido contrario. La calle se caracteriza por cruzar las Barrancas de Belgrano, que antiguamente dieron vida al barranco del Río de la Plata hasta que el mismo se desligó para la creación de nuevas tierras y en lugar de terminar sobre la Avenida Cabildo lo hace en la Costanera Norte.
Otro cruce que tiene y que es más reciente, dándose gracias a la extensión de las vías del TBA (ex Mitre) es su entrada y salida a la Estación Belgrano C. En la fuente que separa la diagonal Zavalía y la calle 11 de Septiembre, sobre esta calle se encuentra la Fundación Banco Crédito Argentino que también funciona con el nombre de Fundación BBVA. Echeverría también se destaca por lindar la Plaza General Manuel Belgrano y la Plaza Rafael Hernández. Al cruzar la calle Conesa entra en la zona denominada Belgrano R debido a que la estación que cruza es del ramal Retiro. A los costados de esta estación se encuentran la Plaza de los Olmos y la Plaza Castelli, además de la presencia de ciertos bares y negocios, destacando la sucursal de Belgrano R de la cocinera argentina Maru Botana y la cadena americana de comida rápida The Embers, que se encuentran enfrente a la Plaza Castelli. 
A una cuadra de entrar al barrio de Villa Urquiza cruzando la Avenida Rómulo Naón, en la intersección con Estomba se puede apreciar la Parroquia de San Patricio, con entrada por Estomba. La parroquia también posee un colegio al cual se entra por Echeverría. Entre Holmberg y Donado se puede apreciar una continuación no oficial de las avenidas Roberto Goyeneche y Chorroarín que consiste en un bulevar llamado Greenhaus, cuyo sentido de circulación es peatonal y consiste en un complejo de apartamentos y cadenas nacionales como Freddo además de restaurantes que se extiende entre las avenidas La Pampa y Monroe. Luego, en la cuadra siguiente, Echeverría delimita la Plaza Zapiola. Al llegar a la Avenida Álvarez Thomas cambia de circulación en dirección a la Avenida de los Constituyentes, ya que la calle paralela a Echeverria, o sea Sucre, termina en la Avenida Combatientes de Malvinas. Al cruzar la Avenida Triunvirato se encuentra la Estación Echeverría de la Línea B. Termina en la Avenida de los Constituyentes y entra al barrio de Villa Pueyrredón con el nombre de Habana, esta vez en contramano, en dirección al Río de la Plata.

## Cruces Importantes

### Belgrano
- 600-1000: Tramo de doble mano
  - Avenida Presidente Figueroa Alcorta, al 600. Comienzo de la calle en la intersección con Avenida Intendente Guiraldes
  - Calle Ramsay, al 800. Instituto Nacional de Rehabilitación
  - Calle Dragones, al 900. Instituto de Rehabilitación Psicofísica
- 1000-3800: Tramo de mano única
  - Calle Húsares, al 1000. Comienzo de mano única.
  - Avenida del Libertador, al 1500
  - Avenida Virrey Vértiz, al 1700. Entrada y salida a la Estación Belgrano C y Barrancas de Belgrano
  - Diagonal Zavalía y calle 11 de Septiembre, al 1800. Fundación Banco Crédito Argentino/Fundación BBVA
  - Calle Cuba, al 2200. Plaza General Manuel Belgrano
  - Calle Vuelta de Obligado, al 2300. Plaza Rafael Hernández
  - Avenida Cabildo, al 2400. Conexión con la Estación Echeverría del Metrobús
  - Avenida Crámer, al 2900
  - Calle Zapiola, al 3100. Plaza de los Olmos
  - Calle Freire, al 3200. Estación Belgrano R y Plaza Castelli

### Villa Urquiza
- 3800-5900: Tramo de mano única
  - Avenida Rómulo Naón, al 3800
  - Calle Estomba, al 3900. Parroquia de San Patricio
  - Calle Holmberg, al 4200. Boulevard Greenhaus
  - Avenida Donado, al 4300. Plaza General José Matías Zapiola
  - Avenida Álvarez Thomas, al 4700. Cambio de sentido
  - Avenida Combatientes de Malvinas, al 4800
  - Avenida Triunvirato, al 5000. Conexión con la Estación Echeverría de la Línea B de Subte de Buenos Aires.
  - Avenida de los Constituyentes, al 5900, donde termina. Entra al barrio de Villa Pueyrredón con el nombre de Habana en sentido contrario

- Datos: Q97178883